# Slot (Luftfahrt)

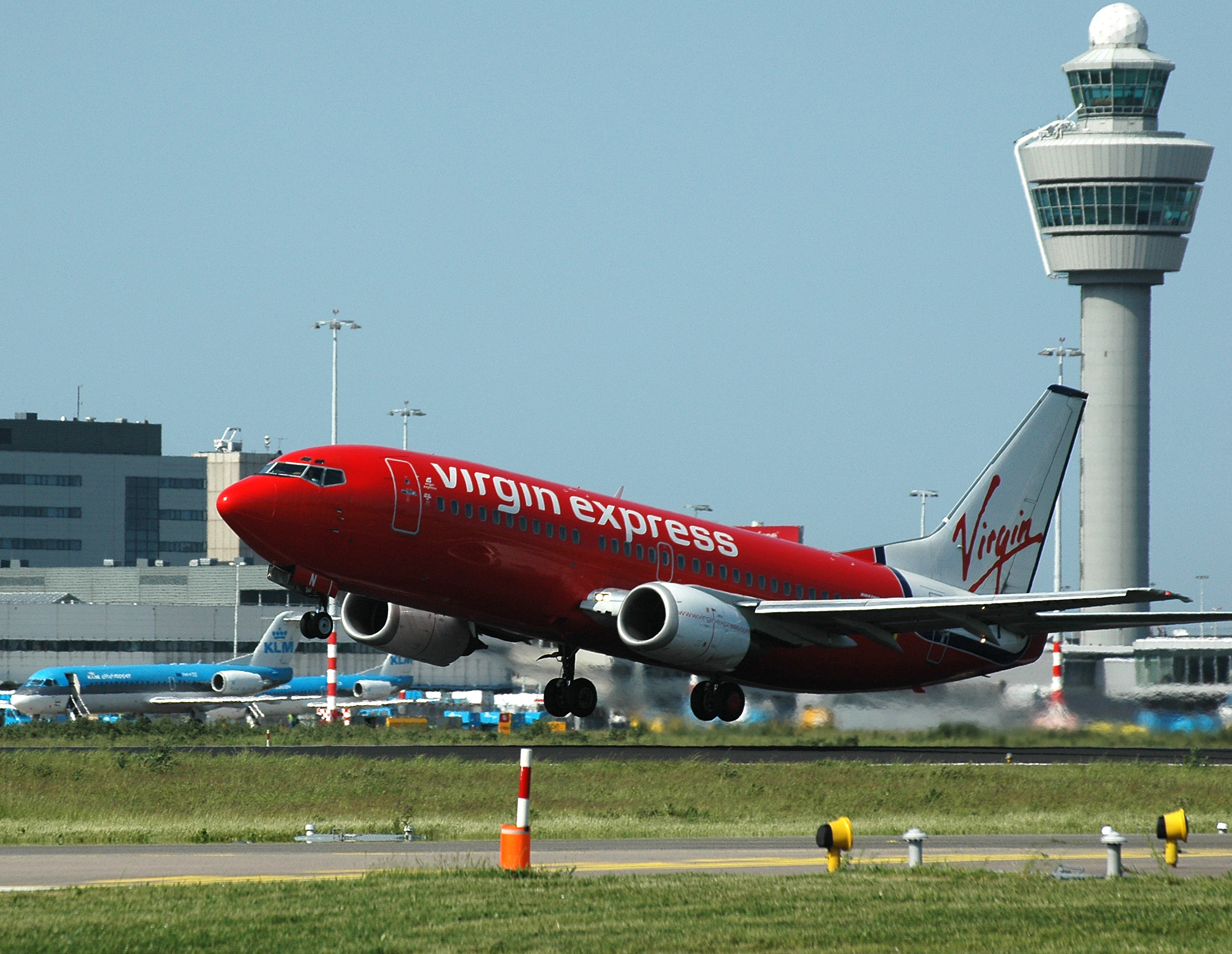
Eine Boeing 737 startet vom Amsterdam Airport Schiphol

In der Luftfahrt dient die Vergabe von Slots (dt. Zeitnische oder Zeitfenster) der Rationierung von knappen Luftverkehrsinfrastrukturen. Dabei werden Flughafenslots und Airwayslots unterschieden.

## Flughafenslots
Ein Flughafenslot (engl. Airport Slot) bezeichnet ein Zeitfenster, während dessen eine Fluggesellschaft einen Flughafen zum Starten oder Landen eines Flugzeugs benutzen darf. Flughafenslots werden vor der Flugplanperiode vergeben.
Die Anzahl der verfügbaren Flughafenslots ist abhängig von der Kapazität eines Flughafens, die u. a. von Art und Anzahl der Start- und Landebahnen, von Art und Dauer der Passagierabfertigung, Wetterbedingungen, und von zeitlichen oder räumlichen Flugverboten abhängt. Die zu vergebende Slotmenge wird durch sogenannte Eckwertsysteme definiert, die auf Basis der historischen Erkenntnisse in Anhörungsverfahren mit den beteiligten Institutionen in Deutschland vom Bundesministerium für Verkehr und digitale Infrastruktur (BMVI) für eine Flugplanperiode im Voraus festgelegt werden.
Die Notwendigkeit der koordinierten Vergabe von Slots besteht für Flughäfen, bei denen mehr Flugbewegungen nachgefragt werden als aufgrund der Kapazität möglich sind und die daher stark ausgelastet sind. Beispiele für solche koordinierten Flughäfen sind London Heathrow und Paris Charles de Gaulle. In Deutschland werden die Flughäfen in Flughafen Berlin Brandenburg, Düsseldorf, Frankfurt, Hamburg, Hannover, Köln/Bonn, München und Stuttgart koordiniert.
Slots bilden eine zentrale Grundlage für die Flugplanerstellung von Fluggesellschaften, da ohne die passenden Start- und Landerechte kein Flug durchgeführt werden kann.
Flughafenslots werden von den zumeist im Rahmen einer staatlichen Behörde organisierten Flughafenkoordinatoren für jeweils eine Saison (Sommersaison 30 Wochen, Wintersaison 22 Wochen) vergeben. Für einen täglichen Liniendienst sind 14 Slotserien notwendig, da jeweils ein Slot für Abflug- und Anflug an sieben Wochentagen benötigt wird. Nach der Vergabe können die Slots im Verhältnis 1 zu 1 zwischen den Fluggesellschaften getauscht, nicht aber verkauft werden. Nutzt eine Fluggesellschaft die jeweilige Slotserie für einen Liniendienst zu mindestens 80 %, so hat sie Anrecht auf den gleichen Flughafenslot in der nächsten gleichwertigen Flugplanperiode (Sommer- bzw. Wintersaison). Dieser Anspruch wird auch als „Großvaterrecht“ bezeichnet.
In Europa ist die Slotvergabe in der EU-Verordnung Nr. 95/93, zuletzt ergänzt durch die EU-Verordnung (EG) 545/2009, geregelt. Weltweite Geltung haben die IATA Worldwide Slot Guidelines.

## Airwayslots
Während des Betriebes kann es zur Rationierung des zur Verfügung stehenden Luftraumes und der vorgesehenen Airways kommen, oder es ist absehbar, dass ein Zielflughafen überlastet sein wird. Ursächlich für eine solche Überlastung des Luftraums kann beispielsweise schlechtes Wetter sein. Dann verhängt die zentralisierte Verkehrsflugsteuerung DNM (Directorate Network Management, ehemals CFMU (Central Flow Management Unit)) der Eurocontrol in Brüssel so genannte Airwayslots (auch ATC-Slots). Airwayslots weisen Flugzeugen je ein Startzeitfenster von 15 Minuten zu, in welchem der betreffende Flug beginnen darf. Fluggesellschaften haben daraufhin die Möglichkeit, einen früheren Slot zu beantragen, falls einer frei werden sollte, oder Eurocontrol kann von sich aus einen früheren Slot anbieten, den die Airlines unter bestimmten Umständen ablehnen dürfen. Das ganze Verfahren ist somit dynamisch mit Einbezug der Fluggesellschaften und versucht, die Verspätungen so gering wie möglich zu halten, falls sich die Möglichkeit dazu ergibt. Auf diese Art werden drohende Kapazitätsengpässe statt in der Luft ökonomisch und ökologisch sinnvoller am Boden des Startflughafens abgewartet. Im Betrieb stellt der Flughafenslot zwar die Planungsgrundlage für die Flugbewegungen dar, doch erzwingt das Innehaben eines Airwayslots unter Umständen das Ändern der geplanten Abflugzeit.